# اگر (مجارستان)
شهر اِگِر (به مجاری: Eger) مرکز استان هِوِش در کشور مجارستان واقع شده‌است. جمعیت این شهر ۵۶٫۶۴۷ نفر است.